# 胡大饭馆

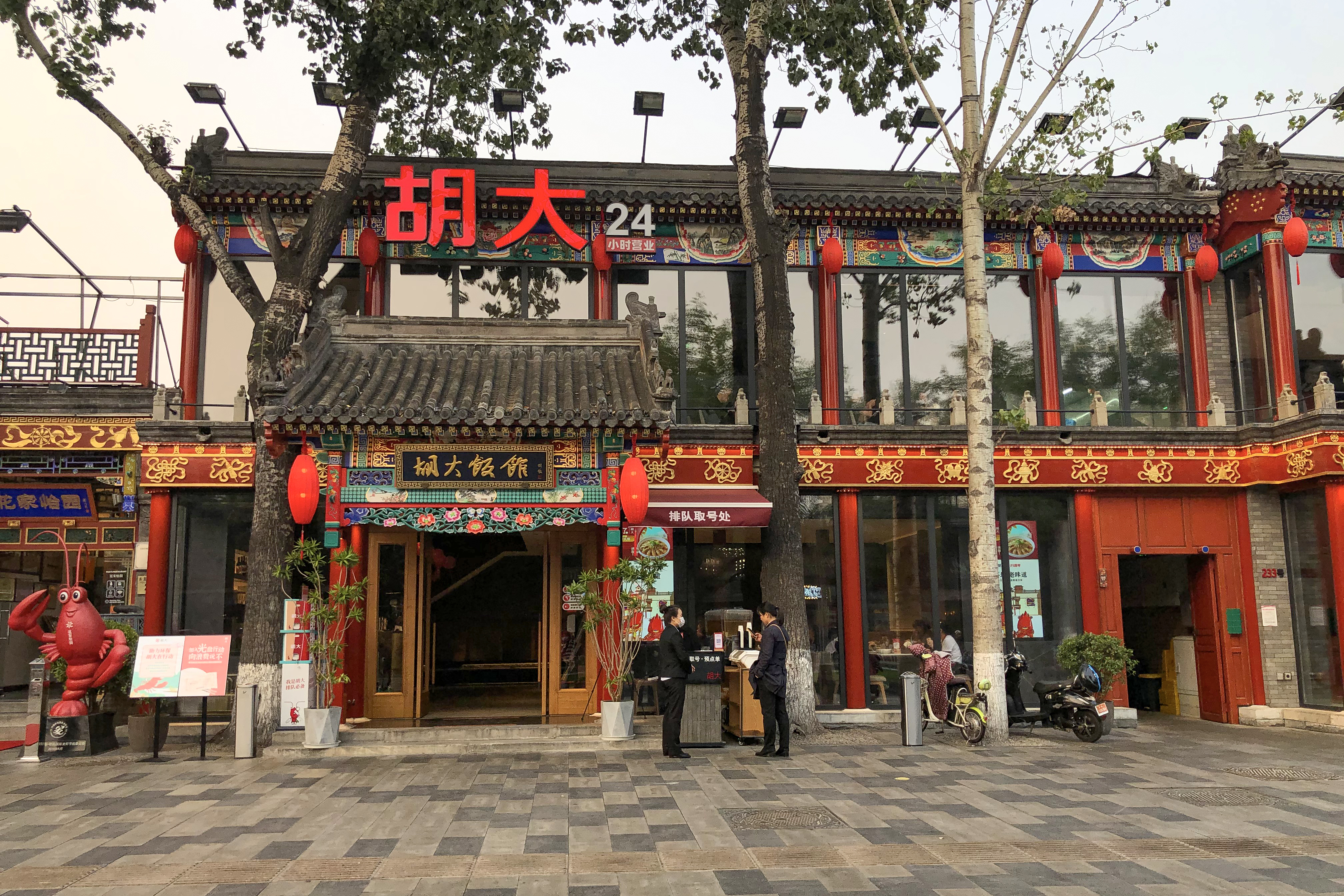
胡大饭馆（簋街总店）

胡大饭馆（英语：Huda Restaurant），是一家位于中国北京东城区簋街的以川菜为主的中式餐厅，尤以小龙虾菜品而知名。

## 简介
胡大饭馆于1999年9月由孙玉珍在北京簋街创立，后经过与川菜的融合，开发出簋街特有的胡大麻辣小龙虾，现在已在中国许多地区开设的分店，其总店地址位于北京市东城区东直门内大街233号。

### 历史
胡大饭店的创始人孙玉珍原籍安徽芜湖，出身于农村家庭。1987年，孙玉珍准备在当地庙会上贩卖的苹果因为大雨淋坏而无法销售，于是她带上200元北上北京寻求工作。初到北京的孙玉珍住在北下关附近洗浴中心的廉价宿舍内，靠在路边倒卖从市场中批发来的蔬菜维生。后来孙玉珍接触到了水产行业，转行开始在早市卖鱼，生意一度非常兴隆，但很快遇到了激烈的竞争。在回安徽老家的时候，孙玉珍在合肥看到了火车站边上卖的小龙虾， 意识到其中的商机。很快，她将小龙虾运进了北京并卖给了簋街的餐厅。1999年，在东四十条的农贸市场拆除后，孙玉珍决定在簋街开自己的餐厅。胡大饭馆刚开张时仅有64平米和7张桌子，主要经营火锅，后来因生意冷清而改做小龙虾，生意从而得以好转。2003年非典期间，北京餐饮业受到重创，胡大通过提高店内卫生和降价销售的方式渡过了难关。2008年北京奥运期间，簋街作为北京特色的美食街得到了广泛的宣传，胡大也因此闻名。胡大饭店在之后的几年内在簋街开了4家分店。

## 经营
胡大饭馆以川菜的麻辣口味为主。餐厅销售的麻辣和蒜香小龙虾是最受欢迎的菜品，同时也经营馋嘴蛙仔、水煮鱼等创新川菜。胡大饭馆原本只在簋街，但随着经营理念的改善，已陆续在辽宁、河北等地开设分店。此外，胡大旗下还有“红巷子”系列餐厅，主营快速餐饮（目前在东直门和食宝街有2家分店）。

## 外部連結
- 胡大饭馆的新浪微博